# Anatolij Aleksin
Anatolij Aleksin (Goberman, ur. 3 sierpnia 1924 w Moskwie, zm. 1 maja 2017 w Luksemburgu) – radziecki i rosyjski oraz izraelski pisarz, poeta i dramaturg.

## Życiorys
W młodości publikował w gazecie Pionierska Prawda (Пионерская Правда). Ukończył studia orientalistyczne w Moskiewskim Instytucie Studiów Orientalnych w roku 1950. W tym samym roku ukazała się jego pierwsza książka Trzydzieści jeden dni (Тридцать один день, „Tridcat′ odin den′”). Od 1970 do 1982 był sekretarzem zarządu Związku Pisarzy RFSRR. W 1982 został członkiem korespondentem Akademii Nauk Pedagogicznych ZSRR. Od 1993 roku mieszkał w Izraelu, a od 2011 w Luksemburgu. Autor m.in. powieści dla młodzieży. Pochowany na Cmentarzu Kuncewskim w Moskwie.

## Wybrana twórczość
Opowiadania dla młodzieży:
- Поздний ребенок („Pozdnij rebenok”), 1968; polskie wydanie: Późne dziecko, Iskry, Warszawa 1975, tłum. Irena Piotrowska
- Очень страшная история („Očen′ strašnaâ istoriâ”), (1968); polskie wydanie: Bardzo straszna historia, Iskry, Warszawa 1975, tłum. Irena Piotrowska[4][5]

## Wybrane scenariusze filmowe
- 1965: Gorący kamień

## Nagrody
- Nagroda Państwowa ZSRR (1978)
- Nagroda Leninowskiego Komsomołu (1970)
- Nagroda Państwowa RFSRR im. N. Krupskiej (1974)